# Кримски планини
Кримските планини (на руски: Крымские горы; на украински: Кримські гори; на кримскотатарски: Qırım dağları, Къырым дагълары), в миналото наричани също Таврически планини, е планинска верига, разположена в южната част на Кримския полуостров. Простира се на протежение около 160 km и ширина до 50 km от нос Айя в покрайнините на Балаклава на запад до нос Илия при Феодосия на изток.

## Геоложки строеж
В геоложко отношение Кримските планини представляват обособен участък от Алпийската нагъната система на Южна Европа, за разлика от равнинната част на Кримския полуостров, която има платформен строеж и се отнася към Скитската плоча. Хребетът Яйла съответства на осовата зона на Кримския антиклинорий, а куестите – на северната му моноклинала. Южното крило на антиклинория в резултат на млади епейрогенни движения е потопено под водите на Черно море. Движенията по младите разломи продължават, предизвиквайки чести земетресения. Южните подножията на планината (освен районите около Феодосия и Судак) и значителна част от подножията южно от Симферопол са изградени от силно нагънати тъмни глинести шисти с прослойки от пясъчници с триаска и долноюрска възраст. По-високите части на склоновете са изградени от средноюрски глинести и пясъчни наслаги, а най-високите части – предимно от горноюрски варовици, в които е интензивно развит голият карст с кари, понори, валози, шахти, пещери. Южният борд на хребета Яйла е стръмен, много често отвесен, на места разчленен от каньони. Под южния обрив са развити множество сипеи и каменопади, изградени от юрски варовици. Сред средноюрските седименти има вместени множество скали с вулканичен произход (масивите Аюдаг, Урагу, Чамни Бурун). Присъстват и вулканични слоеве (планинската група Карадаг). Северните, по-ниски хребети са изградени от кредни, палеогенни и неогенни наслаги.
Издигането на Кримските планини, отначало във вид на остров, става в края на кредата и началото на еоцена. В средата на неогена се образува горната заравнена повърхност на хребета Яйла. До началото на неогена планините са се разпростирали на 20 – 30 km южно от съвременната брегова линия на Черно море, а през късния неоген придобиват съвременния си асиметричен строеж – стръмни южни и полегати северни склонове.

## Географска характеристика

### Релеф
Кримските планини се състоят от три успоредни хребета, разделени от две долини. Главният (южен) хребет носи името Яйла и се простира покрай брега на Черно море, а останалите два (външни) са разположени северно от него и представляват типични куести с полегати, наклонени на северозапад и север склонове и стръмни южни. Главният хребет Яйла представлява планинска верига с площ 1565 km², с платообразно било. Отделните му части имат свои собствени названия: Айпетринска Яйла, Ялтинска, Никитска, Бабуган Яйла. На изток хребетът се разпада на по-големи или по-малки изолирани платообразни масиви – Чатърдаг, Демерджи, Долгоруковска Яйла, Тирке, Караби Яйла. Най-високата точка на планината се намира в масива Бабуган Яйла – връх Роман-Кош 1545 m (44°36′46″ с. ш. 34°14′35″ и. д. / 44.612778° с. ш. 34.243056° и. д.). Южните му склонове са стръмни, на места образувайки отвесни стени с височина до 500 m. В пукнатините на някои склонове се намират множество проходи, голяма част от които са описани и категоризирани в туристическата литература. Големият кримски каньон е разположен в източната част на Кокозката долина, в долната част на северния склон на Айпетринската Яйла. От 1974 г. насам той е национален резерват. Дълбочината на пролома достига 250 – 320 m, а ширината му в най-тесните места не превишава 2 – 3 m. По дъното на каньона тече река Аузун-Узен.
Северните (предни) хребети са по-ниски от Главния. Външният (северен) хребет се разпростира до град Стари Крим и има височина до 350 m. Вътрешният (средния) хребет започва близо до Севастопол и завършва също около град Стари Крим. Височината му варира от 490 до 750 m. На югоизток между Главния и Вътрешния хребет е разположена Кишлавската котловина.

### Климат
Климатът по черноморското крайбрежие е със средиземноморски характер, с мека зима (средна януарска температура от 1 °C до 4 °C) и много топло и слънчево лято (средна юлска температура 24 °C). Годишната сума на валежите е около 600 mm, с максимум през зимата, като на изток количеството им намалява. На платото Яйла лятото е прохладно (средна юлска температура 15 – 16 °C), а зимата немного студена (от -1 до -4 °C, като на изток температурата е по-ниска). Годишната сума на валежите на запад достига 1000 – 1200 mm, а на изток 500 – 700 mm. Характерни са силните ветрове. Максимумът на валежите на запад е през зимата, а на изток – през лятото. Във високите части на склоновете се образува снежна покрива, чиято дебелина може да достигне до метър. През зимата са възможни големи температурни амплитуди, а по някои склонове са възможни лавини. През цялата година често явление са мъглите.

### Води
Главният вододел на Кримския полуостров са Кримските планини, като болшинството от реките водят началото си от Главния хребет, на височина 600 – 1100 m. Общият отток на Кримските планини възлиза на 773,5 милиона m3. Реките, течащи по южния склон, са къси и с малък водосборен басейн, докато тези по северния склон са по-дълги, но маловодни. Те се подхранват от атмосферните валежи и от подземни (карстови) води. Пълноводието им е през зимата и пролетта, а маловодието през лятото.

### Почви, флора и фауна
По южните, ниски части на склоновете на планината е разпространена средиземноморски тип растителност, нагоре по склоновете на Главния хребет – дъбови и букови гори, а по южния склон и гори от кримски бор, всички те разположени върху кафяви горски почви. За северните два хребета са характерни горско-храстовите и южните лесостепни ландшафти. Характерният карстов ландшафт по билото на Яйлата с множеството си карови полета се съпровожда с каменисти планински пасища. По най-високите части са разпространени степните пространства, а на по-ниските – планинска лесостепна растителност, развиваща се върху планинско-ливадни черноземновидни и планински черноземни почви.
Фауната по южния склон се отличава значително от фауната по северния. Срещат се много видове бозайници, птици, влечуги и земноводни.

### Пещери
В планините са открити голямо количество малки пещери, чието изследване продължава. В пещерите са намерени най-ранните анатомично съвременни хора в Европа. Според археолози, фосилите са на 32 000 години.
Някои от по-известните пещери са: Кизил-Коба (Червени пещери), чиято обща дължина достига 21 150 m и имат денивелация от 275 m, природна забележителност от 1963 г. и Скелската пещера, която е природна забележителност от 1947 г.